# 아테네의 아폴로도로스
아테나이의 아폴로도로스(그리스어: Ἀπολλόδωρος ὁ Ἀθηναῖος; 기원전 180년경 출생, 기원전 120년 이후 사망)는 아스클레피아데스의 아들로 고대 그리스의 학자이자 문법학자였다.
그는 바빌로니아의 디오게네스, 아리스타르코스의 제자로서 페르가몬으로 가기 위해 기원전 146년 알렉산드리아를 떠났고 (혹은 추방당했고) 아테나이에 최종적으로 정착했다. 그의 생애에 대하여는 별달리 알려진 것이 없고 다음과 같은 작품들이 알려져 있다.

## 작품
- 연대기 (Χρονικά) : 기원전 12세기 트로이아의 함락부터 기원전 2세기경까지의 그리스 역사를 다룬 책
- 신들에 대하여 (Περὶ θεῶν) : 그리스 종교의 역사를 다룬 책, 여기서 신들은 자연의 인격화이거나 죽은 사람들을 높인 것으로 취급하고 있다.
- 호메로스의 《일리아스》의 이른바 〈전함 카탈로그〉에 대한 12권의 엣세이, 이는 호메로스 당대의 지리학이 어떻게 변천해 왔는지에 대한 논문들로 스트라보의 《지리학》에 상당한 영향을 미쳤다.
- 그 외에 비평서, 문학적 논문들이 다수 있었다고 전해지지만 현재 남아있지 않다.

## 그리스 신화집과 아폴로도로스
아폴로도로스는 그리스 신화의 여러 가지 이야기를 담은 일종의 신화집인 《도서관》의 저자로도 알려져왔으나 이는 사실과 다르다.